# 슈퍼자이언트 게임스
슈퍼자이언트 게임스(영어: Supergiant Games)는 미국의 비디오 게임 개발사이다. 2009년 아미르 라오와 개빈 사이먼이 설립하였으며, 본사는 샌프란시스코에 위치하고 있다.

## 역사
슈퍼자이언트 게임스는 2009년 아미르 라오와 개빈 사이먼이 설립하였다. 둘 다 《커맨드 앤 컨커 시리즈》와 관련된 로스앤젤레스의 일렉트로닉 아츠 스튜디오에서 근무했다. 2009년에 그들은 퇴사하고 동거하며 새로 게임을 개발하고 하였다. 그 당시 그들은 음향 및 음악 작업을 위해 음악가 대런 코브를 고용했다. 그들은 또한 첫 게임을 개발하는 동안 여러 프리랜서 프로그래머와 개발자의 도움을 받았다.
그들의 첫 번째 게임인 《배스천》은 게임 저널리스트로부터 여러 "올해의 게임" 목록에 오른 것을 포함하여 호평을 받았다.
2013년 3월 슈퍼자이언트 게임스는 2014년 5월 20일에 출시된 다음 타이틀 《트랜지스터》를 발표했다. 3월 19일 프로모션 비디오가 공개되었다. 이 게임도 호평을 받았다.
2016년 4월 슈퍼자이언트 게임스는 2017년 7월 25일에 출시된 다음 타이틀 《Pyre》를 발표했다.
슈퍼자이언트 게임스의 다음 게임인 《하데스》는 더 게임 어워드 2018에서 공개되었으며 2018년 12월 얼리 액세스 공개되었으며, 2020년 9월 17일에 출시되었다.

## 게임 목록
- 《배스천》 (2011)
- 《트랜지스터》 (2014)
- 《Pyre》 (2017)
- 《하데스》 (2020)